# Ryu Jun-yeol
En aquest nom coreà, el cognom és Ryu.
Ryu Jun-yeol (en coreà 류준열) (Suwon, 25 de setembre de 1986), és un reconegut actor de cinema sud-coreà.

## Filmografia

### TV
| Any  | Títol         | Paper         | Notes |
| ---- | ------------- | ------------- | ----- |
| 2015 | The Producers | Joo Jong-hyun |       |
| 2015 | Reply 1988    | Kim Jung-hwan |       |

### Cinema
| Any  | Títol                                   | Paper            | Notes        |
| ---- | --------------------------------------- | ---------------- | ------------ |
| 2012 | Nowhere                                 |                  | Curtmetratge |
| 2013 | INGtoogi: The Battle of Internet Trolls | Gym man          |              |
| 2014 | Midnight Sun                            | Yong-hoon        | Curtmetratge |
| 2014 | One-minded                              |                  | Curtmetratge |
| 2014 | People In a Hurry                       | Jae-hyun         | Curtmetratge |
| 2014 | Economic Love                           | Ji-hoon          | Curtmetratge |
| 2014 | Son Na-rae Rescue Operation             | Hyun-woo         | Curtmetratge |
| 2015 | Socialphobia                            | Yang-ge          |              |
| 2015 | Draw                                    | Sang-hoon        | Curtmetratge |
| 2016 | SORI: Voice from the Heart              | Seedless Berries |              |
| 2016 | No Tomorrow                             | Ji-hoon          |              |
| 2016 | One Way Trip                            | Ji-gong          |              |